# فريد بيري
فريد بيري (بالإنجليزية: Fred Perry)‏ مواليد 18 مايو 1909 في ستوكبورت، إنجلترا - الوفاة 02 فبراير 1995 في ملبورن، فيكتوريا، كان لاعب كرة مضرب بريطاني بدأ مسيرته كمحترف سنة 1936 وكان يلعب باليد اليمنى، اعتزل اللعب في 1956. سبق أن كان المصنف الأول عالمياً. كما أنه أحد أبطال الجراند سلام.

## بطولات حققها
- بطولة ويمبلدون

## النهائيات

### دورات الجراند سلام

#### الفردي: 10 (الألقاب 8, الوصافة 2)
| الحصيلة | السنة | البطولة                       | الأرضية | المنافس في النهائي | النتيجة في النهائي        |
| ------- | ----- | ----------------------------- | ------- | ------------------ | ------------------------- |
| الفوز   | 1933  | بطولة أمريكا المفتوحة للتنس   | عشبية   | جاك كراوفورد (تنس) | 6–3, 11–13, 4–6, 6–0, 6–1 |
| الفوز   | 1934  | بطولة أستراليا المفتوحة للتنس | عشبية   | جاك كراوفورد       | 6–3, 7–5, 6–1             |
| الفوز   | 1934  | بطولة ويمبلدون                | عشبية   | جاك كراوفورد       | 6–3, 6–0, 7–5             |
| الفوز   | 1934  | البطولة الأمريكية (2)         | عشبية   | ويلمر أليسون       | 6–4, 6–3, 3–6, 1–6, 8–6   |
| الوصافة | 1935  | البطولة الأسترالية            | عشبية   | جاك كراوفورد       | 6–2, 4–6, 4–6, 4–6        |
| الفوز   | 1935  | دورة رولان غاروس الدولية      | ترابية  | غوتفريد فون كرام   | 6–3, 3–6, 6–1, 6–3        |
| الفوز   | 1935  | ويمبلدون (2)                  | عشبية   | غوتفريد فون كرام   | 6–2, 6–4, 6–4             |
| الوصافة | 1936  | البطولة الفرنسية              | ترابية  | غوتفريد فون كرام   | 0–6, 6–2, 2–6, 6–2, 0–6   |
| الفوز   | 1936  | ويمبلدون (3)                  | عشبية   | غوتفريد فون كرام   | 6–1, 6–1, 6–0             |
| الفوز   | 1936  | البطولة الأمريكية (3)         | عشبية   | دون بادج           | 2–6, 6–2, 8–6, 1–6, 10–8  |

## وصلات خارجية
- فريد بيري على موقع رابطة محترفي التنس (الإنجليزية)
- فريد بيري على موقع الاتحاد الدولي لكرة المضرب (الإنجليزية)
- فريد بيري على موقع كأس ديفيز (الإنجليزية)
- فريد بيري على موقع قاعة مشاهير كرة المضرب الدولية (الإنجليزية)
- فريد بيري على موقع بطولة ويمبلدون (الإنجليزية)
- فريد بيري على موقع خلاصة التنس.كوم (الإنجليزية)

- الموقع الرسمي